# Битлджус Битлджус
«Битлджус Битлджус» (англ. Beetlejuice Beetlejuice) — американский готический комедийный фильм ужасов в жанре тёмного фэнтези режиссёра Тима Бёртона по сценарию Альфреда Гофа и Майлза Миллара, продолжение фильма «Битлджус» (1988). К своим ролям из картины 1988 года вернулись Майкл Китон, Вайнона Райдер и Кэтрин О’Хара; в актёрский состав также входят Джастин Теру, Моника Беллуччи, Артур Конти, Дженна Ортега и Уиллем Дефо.
«Битлджус Битлджус» вышел в американский кинопрокат 6 сентября 2024 года.

## Сюжет
Спустя тридцать шесть лет после событий первого фильма Лидия Дитц ведёт ток-шоу о сверхъестественном под названием «Дом с привидениями», продюсером которого является её бойфренд Рори. Во время записи одного из эпизодов Лидия видит в зале призрак Битлджуса.
Вскоре после этого Дилия, мачеха Лидии, делится новостью о смерти её отца Чарльза. По пути в Уинтер-Ривер на похороны оставшиеся члены семьи Дитц забирают из школы-интерната дочь Лидии, Астрид. Выясняется, что у Лидии и Ричарда, отца Астрид, были отношения, которые закончились разводом, за два года до его исчезновения в Южной Америке. После заупокойной службы Рори делает предложение Лидии, которое она принимает, в результате чего Астрид убегает и встречается с Джереми, который приглашает её к себе перед свадьбой. На Хэллоуин Астрид узнаёт, что Джереми — призрак, который ищет её помощи, чтобы восстановить свою жизнь. Он обещает Астрид, что она сможет воссоединиться со своим отцом, если поможет ему. Они отправляются в загробную жизнь после того, как Астрид прочитает заклинание из «Руководства для недавно умерших». Узнав о прошлом Джереми как убийцы своих родителей, Лидия неохотно обращается к Битлджусу за помощью в освобождении Астрид. Тот соглашается, но требует, чтобы Лидия вышла за него замуж, что позволит ему остаться в мире смертных и избежать встречи со своей мстительной бывшей женой Долорес в загробной жизни. Лидия соглашается.
Битлджус и Лидия отправляются на железнодорожную станцию загробной жизни в попытке помешать Астрид сесть на «Поезд душ», который перевозит души в потусторонний мир. Произнеся заклинание, Астрид обманом меняется местами с Джереми, чтобы тот смог вернуться к жизни. Во время сопровождения на платформу Астрид замечает, что один из сотрудников станции — Ричард. Лидия спасает Астрид, но аварийный выход отправляет их на один из спутников Сатурна. Они сталкиваются с песчаным червём, но их спасает Ричард, который провожает их обратно к Зимней реке. Битлджус, отправивший Джереми в ад, заручается помощью Делии, чтобы вернуться в мир смертных после того, как она была отправлена в загробную жизнь из-за укуса змеи.
В ближайшую церковь приходят Лидия и Астрид, а Рори ждёт у алтаря. Битлджус с помощью Делии срывает свадьбу, вводя Рори сыворотку правды, чтобы раскрыть его намерение жениться на Лидии из-за её денег. Разъярённая Лидия бьёт Рори, отправляя его в нокаут. Когда Битлджус готовится жениться на Лидии, появляется разъярённая Долорес, чтобы противостоять ему. Используя руководство в качестве ориентира, Астрид запускает в церковь песчаного червя, которого Битлджус отклоняет, заставляя его съесть Долорес и Рори целиком. Церемония была сорвана, когда Лидия и Астрид рассказали, что Битлджус нарушил правила руководства и свой собственный контракт, из-за чего он раздувается и лопается. Позже Лидия и Астрид подтверждают свою любовь к Делии, когда она переходит в загробную жизнь, где воссоединяется с Чарльзом, прежде чем сесть на Поезд душ.
Некоторое время спустя Лидия снимает заключительную часть своего последнего эпизода «Дома с привидениями», решив провести время с Астрид. Они отправляются в замок Дракулы, и там Астрид влюбляется в парня. Несмотря на это, Лидии продолжают сниться кошмары о Битлджусе, в том числе и тот, в котором Астрид рожает от него ребёнка. Лидия просыпается в шоке.

## Актёрский состав
- Майкл Китон — Битлджус, жуткий «биоэкзорцист», желающий жениться на Лидии, чтобы существовать в мире живых
- Вайнона Райдер — Лидия Дитц, медиум
- Кэтрин О’Хара — Дилия Дитц, мачеха Лидии, сводная бабушка Астрид и вдова Чарльза Дитца
- Дженна Ортега — Астрид Дитц, дочь Лидии и падчерица Дилии[6][7]
- Джастин Теру — Рори, бойфренд Лидии, телевизионный продюсер[8]
- Уиллем Дефо — Вольф Джексон, детектив-призрак, который при жизни снимался в боевиках категории B и погиб от взрыва настоящей гранаты[9]
- Моника Беллуччи — Делорес Лаферв, бывшая жена Битлджуса
- Артур Конти — Джереми Фрейзер, призрак подростка, который убил своих родителей[10]
- Бёрн Горман — отец Дамьен, преподобный в Уинтер-Ривер
- Сантьяго Кабрера — Ричард, покойный отец Астрид и бывший муж Лидии
- Ник Келлингтон — Боб, беспокойный руководитель сотрудников с маленькими головами в колл-центре Битлджуса
- Эми Наттолл — Джейн Баттерфилд-младшая, местный агент по недвижимости
- Марк Хинэхэн (физическая форма) и Чарли Хопкинсон (голос) — Чарльз Дитц, покойный муж Дилии и отец Лидии, который был убит акулой после падения самолета в океан и в результате этого остался без большей части верхней половины своего тела

Дэнни Де Вито изобразил уборщика в мире мёртвых, чью душу поглощает Делорес, Джейн Лини и Дэвид Эйрес — родителей Джереми, Джорджина Бидл — Джанет, секретаршу Вольфа Джексона, а Филипе Кейтс — Влада, парня, переодетого вампиром, который женился на Астрид во сне Лидии.

## Производство

### Разработка
В 1990 году Тим Бёртон поручил Джонатану Джемсу написать сценарий к продолжению фильма «Битлджус» — «Битлджус на Гавайях» (англ. Beetlejuice Goes Hawaiian). «Тим подумал, что было бы забавно совместить сёрфинг в пляжном фильме с каким-нибудь немецким экспрессионизмом, потому что они совершенно не сочетаются», — сказал Джемс. По его задумке семья Дитцов переехала на Гавайи, где Чарльз занялся строительством курортного комплекса. Вскоре они выясняют, что его компания ведёт строительство на месте захоронения древнего гавайского кахуны, дух которого возвращается из загробного мира, чтобы устроить неприятности, а Битлджус становится героем, выиграв соревнование по сёрфингу с помощью магии. Майкл Китон и Вайнона Райдер согласились сниматься в фильме при условии, что режиссёром будет Бёртон, однако в тот момент и он, и Китон работали над лентой «Бэтмен возвращается».
В начале 1991 года Бёртон всё ещё был заинтересован в создании «Битлджус на Гавайях». Его впечатлила работа Дэниела Уотерса над картиной «Смертельное влечение», ввиду чего он обратился к нему с предложением переписать сиквел «Битлджуса», но в итоге Уотерс стал сценаристом «Бэтмен возвращается». В августе 1993 года продюсер Дэвид Геффен нанял Памелу Норрис для переработки сценария. В 1996 году компания Warner Bros. захотела видеть в должности сценариста Кевина Смита, но он отклонил предложение в пользу кинокомикса «Супермен жив». По словам Смита, его реакция была такой: «Разве мы не сказали всё, что хотели сказать в первом „Битлджусе“? Должны ли мы переходить на тропический уровень?». В марте 1997 года компания Gems опубликовала следующее заявление: «Сценарий „Битлджус на Гавайях“ по-прежнему принадлежит The Geffen Company, и, скорее всего, фильм никогда не будет снят. В любом случае, сейчас это невозможно. Вайнона слишком стара для этой роли, и единственный способ [снять фильм] — провести полный рекаст». На протяжении многих лет Бёртон обдумывал ряд концепций сиквела; в 2024 году он сказал: «Мы обсуждали много чего на ранних этапах: „Битлджус и особняк с привидениями“ (англ. Beetlejuice and the Haunted Mansion), „Битлджус едет на Запад“ (англ. Beetlejuice Goes West), в общем, всё, что угодно. Много всего придумывали».
В сентябре 2011 года Warner Bros. утвердила Сета Грэм-Смита, который работал с Бёртоном над фильмами «Мрачные тени» и «Президент Линкольн: Охотник на вампиров», сценаристом и продюсером сиквела. Грэм-Смит подписал контракт с намерением сделать «историю, достойную нашего участия в фильме, что-то, что будет не просто ради прибыли и не ради того, чтобы навязать кому-то ремейк или перезапуск». Он также был уверен, что Майкл Китон вернётся к своей роли и Warner Bros. не будет менять его на другого актёра. Бёртон и Китон не подписывали контракт, но планировали вернуться в случае удачного сценария. Грэм-Смит встретился с Китоном в феврале 2012 года: «Мы беседовали пару часов и обсуждали большие темы. Это приоритет для Warner Bros. Это приоритет для Тима. [Майкл] хочет сняться в этом фильме уже 20 лет, и он будет говорить об этом с любым, кто его выслушает». Сюжет, по задумке, развернулся бы после событий картины 1988 года: «Это будет настоящий сиквел 26 или 27 лет спустя. Самое замечательное, что для Битлджуса время ничего не значит в загробном мире, но мир снаружи — это совсем другая история».
В ноябре 2013 года Вайнона Райдер намекнула на возвращение во втором фильме; актриса сказала следующее: «Я вроде как поклялась хранить тайну, но, похоже, это может произойти. 27 лет спустя. И я должна сказать, что очень люблю Лидию Дитц. Она стала огромной частью меня. Мне было бы очень интересно узнать, чем она занимается спустя 27 лет». Райдер подтвердила, что рассмотрит возможность участия в проекте только при условии возвращения Бёртона и Китона. В декабре 2014 года Тим Бёртон заявил: «Я люблю этого персонажа и очень жду совместной работы с Майклом. Есть только один Битлджус. Мы работаем над сценарием и, я думаю, сейчас мы близки как никогда». В январе 2015 года Сет Грэм-Смит сообщил изданию Entertainment Weekly, что разработка сценария «Битлджуса 2» завершена, начало съёмок запланировано на конец года, Бёртон займёт режиссёрское кресло, а Китон и Райдер вернутся к своим ролям. В августе 2015 года в программе Late Night with Seth Meyers Райдер подтвердила, что вернётся к своей роли. В мае 2016 года Бёртон сообщил следующее: «Я бы очень хотел [начать производство] при благоприятных обстоятельствах, но это один из тех фильмов, где всё должно быть правильно. Если всё сложится удачно — потому что я люблю этого персонажа, а Майкл потрясающе играет его, — мы увидим [продолжение]. Но пока ничего конкретного нет». В октябре 2017 года для переработки сценария был приглашён Майк Вукадинович. В апреле 2019 года Warner Bros. объявила, что производство сиквела отложено.

### Предпроизводство
В феврале 2022 года появилась информация о разработке сиквела «Битлджуса» при участии продюсерской компании Брэда Питта Plan B Entertainment совместно с Warner Bros. В октябре 2022 года Тим Бёртон сообщил, что не вовлечён в проект, но спустя несколько дней отказался от своих слов, отметив, что «ничто не исключено». Позднее Бёртон вернулся к работе над фильмом; по его словам, данный проект побудил его задуматься о том, почему ему нравится снимать кино. Бёртон и Китон условились не прибегать к чрезмерному количеству компьютерных технологий и стремились придать фильму атмосферу «ручной работы». В марте 2023 года издание Variety сообщило, что Дженна Ортега, ранее работавшая с Бёртоном над сериалом «Уэнздей», ведёт переговоры об исполнении роли Астрид Дитц, дочери Лидии, а Тим Бёртон вернётся в качестве режиссёра. В мае Дэнни Эльфман объявил, что напишет саундтрек для сиквела; также стало известно, что Ортега получила главную роль, а создатели «Уэнздей» Альфред Гоф и Майлз Миллар стали сценаристами. Джастин Теру присоединился к актёрскому составу в нераскрытой роли. Кэтрин О’Хара вернулась к роли Делии Дитц, Моника Беллуччи сыграла жену Битлджуса, а Уиллем Дефо — сотрудника правоохранительных органов в загробном мире. Позднее в интервью для Variety Дефо рассказал, что его персонаж — полицейский загробного мира, при жизни являвшийся актёром боевиков категории B и погибший в результате несчастного случая, а благодаря своим навыкам герой стал детективом в мире мёртвых. Несколько позже он пожалел, что поделился подробностями о своём персонаже, посчитав, что Бёртон мог рассердиться на него за раскрытие спойлеров. Коллин Этвуд, часто сотрудничающая с Бёртоном, разработала дизайн костюмов для фильма. Этвуд сообщила, что в фильме Битлджус вновь наденет полосатый костюм из первой части, поскольку, по её мнению, он является иконой образа персонажа; Китон не согласился с её мнением, отдав предпочтение бордовому смокингу. Позже О’Хара сообщила, что в картину будет включена песня Гарри Белафонте 1955 года «Day-O (The Banana Boat Song)», звучавшая в первом фильме.
Общий прогнозируемый бюджет нового фильма составлял примерно 147 млн долл., руководство киностудии настояло на его сокращении до суммы в менее 100 млн долл. Это было достигнуто за счёт сокращения гонораров ведущих актёров, режиссёра и некоторых продюсеров в обмен на большую часть «бэк-энда» (деньги, которые фильм приносит за всю свою жизнь) и благодаря финансовому маневрированию (налоговые льготы, некоторые сокращения съёмочных расходов).

### Съёмки
Первоначально съёмочный процесс должен был начаться в середине 2022 года. Позже дата начала съёмок была перенесена на 10 мая 2023 года. Несмотря на начавшуюся в 2023 году забастовку Гильдии сценаристов Америки, съёмки начались на следующий день. Оператором стал Харис Замбарлукос, а монтажёром — Джей Прычидны. 18 мая 2023 года стало известно, что съёмочный процесс проходит в окрестностях колледжа принцессы Елены в Хитчине, Хартфордшир, Англия. В середине 2023 года съёмки проходили в Ист-Коринте (Вермонт); там же снимался фильм 1988 года. В июле производство было приостановлено из-за забастовки SAG-AFTRA. Впоследствии Бёртон заявил, что работа над созданием ленты принесла ему огромное удовольствие, отметив, что до начала забастовки съёмочный процесс был завершён «на 99 %», а для его окончания требовалось буквально полтора дня. Съёмки возобновились 16 ноября 2023 года в городе Мелроз (Массачусетс) и завершились в Вермонте 30 ноября 2023 года.

### Постпроизводство
В марте 2024 года Китон посмотрел черновую версию фильма и сообщил, что далее будет производиться монтаж. В том же месяце журнал The Hollywood Reporter опубликовал информацию о том, что Джеффри Джонс не вернулся к роли Чарльза Дитца. Не снималась в «Битлджусе 2» и Джина Дэвис, сыгравшая в первой картине Барбару Мейтленд: «Наши персонажи навечно остались такими, какими выглядели в момент смерти».
Созданием спецэффектов руководил Ангус Бикертон; работал в сотрудничестве с Алексом Бикнеллом при поддержке студий Framestore, One of Us и BUF.

## Релиз
В феврале 2024 года сиквел обзавёлся новым названием — «Битлджус Битлджус» (ранее назывался «Битлджус 2»).
В США картина выпущена в прокат 6 сентября 2024 года компанией Warner Bros. Pictures.

## Реакция
На сайте-агрегаторе рецензий Rotten Tomatoes фильм получил рейтинг свежести 75 % на основе 367 рецензий критиков. На сайте-агрегаторе рецензий Metacritic картина имеет рейтинг 62 балла из 100 на основе 61 отзыва критиков, что означает «в целом положительные отзывы».